# Shinya Uehara
Shinya Uehara (jap. 上原慎也 Uehara Shinya; ur. 29 września 1986 w prefekturze Okinawa) – japoński piłkarz występujący na pozycji obrońcy.

## Kariera piłkarska
Od 2009 roku występował w Hokkaido Consadole Sapporo.